# Żółta pasiastość narcyza

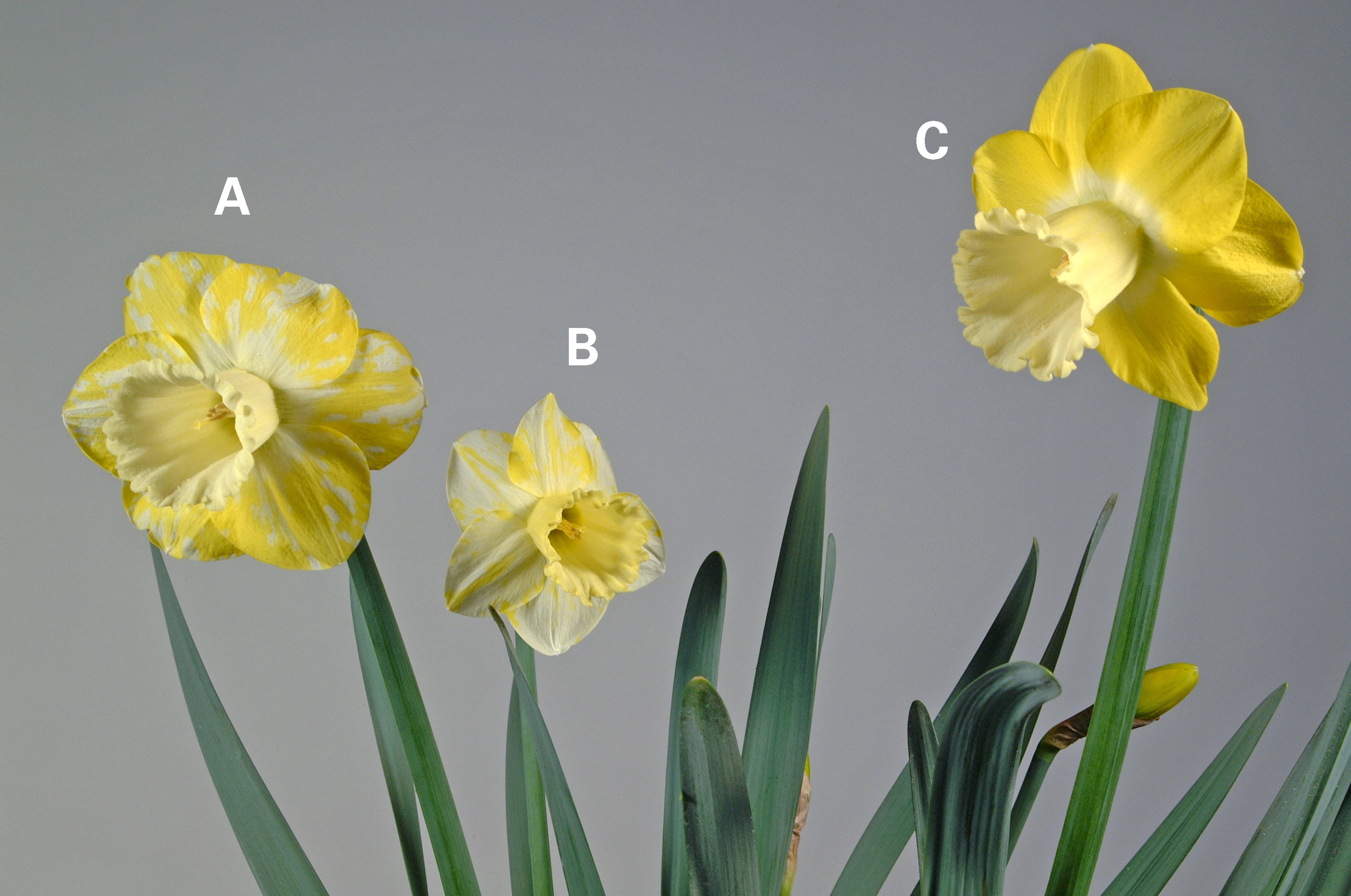
Dwa chore żonkile i jeden zdrowy

Żółta pasiastość narcyza – wirusowa choroba narcyza wywołana przez kilka gatunków wirusów: wirusa żółtej pasiastości narcyza (Narcissus yellow stripe virus, NYSV), utajonego wirusa narcyza (Narcissus latent virus, NLV), Narcissus silver stripe virus, wirusa nekrotycznej kędzierzawki tytoniu (Tobacco rattle virus, TRV) i wirusa pierścieniowej plamistości tytoniu (Tobacco ringspot virus, TRSV).
Wirus żółtej pasiastości narcyza poraża różne gatunki z rodzaju narcyz, nerina i Tetragonia expansa. Na kwiatach narcyza żonkila (Narcyz pseudonarcissus) wczesną wiosną powstają chlorotyczne paski. Kwiaty często są gorszej jakości, a czasem „złamane”. U roślin zakażonych na początku sezonu przez przeniesienie mszyc lub zaszczepienie sokiem objawy pojawiają się w ciągu 4 miesięcy, u roślin zakażonych później objawy powstają w ciągu 15 miesięcy.
Wirus żółtej pasiastości narcyza przenoszony jest przez 9 gatunków mszyc, w tym przez Aphis fabae, Acyrthosiphon pisum i Macrosiphum euphorbiae. Nabywany jest w ciągu 2–5 min i inokulowany w ciągu 5–10 min. Brak okresu utajonego. W soku żonkila punkt inaktywacji termicznej (10 min) wynosi 70–75 °C, a zakaźność w temperaturze 21–24 °C utrzymuje się przez ok. 1–72 godz. W Europie wirus ten rozprzestrzenia się powoli, ponieważ bezskrzydłe mszyce rzadko kolonizują żonkile, a migrujące formy alate pojawiają się zwykle przez 4–8 tygodni przed starzeniem się roślin. Niemniej jednak jest to prawdopodobnie najbardziej szkodliwy z trzynastu wirusów, o których wiadomo, że infekują narcyza.